# Thrinacophora rhaphidiophora
Thrinacophora rhaphidiophora är en svampdjursart som först beskrevs av Jörn Hentschel 1912.  Thrinacophora rhaphidiophora ingår i släktet Thrinacophora och familjen Raspailiidae. Inga underarter finns listade i Catalogue of Life.